# Pleading Guilty (novela)
No confundir con Presunto Culpable, película mexicana ni con la telenovela mexicana Me declaro culpable de la cadena Televisa transmitida en el 2017.
Presunto culpable, también conocida en Argentina como Me declaro culpable, cuyo título en inglés es Pleading Guilty publicado en 1993, es una novela de Scott Turow cuya acción transcurre, como en otras del mismo autor, en el ficticio condado de Kindle en Illinois. Algunos de sus personajes ya estuvieron en novelas anteriores de Turow y también aparecerán en obras posteriores.
- Datos: Q7203757